# Palermo kommun, Colombia
Palermo är en kommun i Colombia.   Den ligger i departementet Huila, i den centrala delen av landet, 240 km sydväst om huvudstaden Bogotá. Antalet invånare är 27 217.